# Joe Nguyễn
Joseph Nguyễn (sinh ngày 27 tháng 9 năm 1983) là một chính trị gia người Mỹ, là thành viên của Thượng viện bang Washington từ Khu bầu cử 34. Ông là một người Mỹ gốc Việt thế hệ thứ hai, sinh ra và lớn lên trong gia đình có bốn anh chị em, họ sống ở White Center, Washington. Ông là một giám đốc chương trình (program manager) tại Microsoft.

## Đầu đời và sự nghiệp
Joe Nguyễn sinh ra tại White Center, Washington, là một trong bốn người con của một cặp vợ chồng di dân từ Việt Nam đến Hoa Kỳ tị nạn. Gia đình ông sống trong khu nhà chính phủ trợ cấp và phụ thuộc vào các dịch vụ xã hội, đặc biệt là sau khi cha anh bị liệt tứ chi trong một vụ tai nạn. Mẹ ông làm thợ may, bản thân ông cũng làm công việc dọn vệ sinh tại trường trung học của ông.
Ông tốt nghiệp trường Trung học Công giáo John F. Kennedy ở Burien, ông từng làm lớp trưởng trong ba năm học tại đó. Nguyễn theo học tại Đại học Seattle, từng là chủ tịch hội sinh viên trong hai năm trước khi tốt nghiệp với bằng Cử nhân tài chính và nhân văn với chuyên ngành kinh tế. Ông từng là chiến lược gia cấp cao của Expedia và là giám đốc chương trình cấp cao tại Microsoft với công việc chính là chiến lược và phân tích. Ông đã tham gia vào chương trình giáo dục từ thiện của công ty.
Joe Nguyễn là chủ tịch Hội đồng liên kết của Wellspring Family Services, một tổ chức phi lợi nhuận về các dịch vụ dành cho người vô gia cư. Trong thời gian làm việc ở hội đồng quản trị, cơ quan lập pháp tiểu bang đã thông qua luật tư vấn chấn thương một phần của việc vận động hành lang của Wellspring. Ông cũng phục vụ trong Ủy ban Cố vấn Cộng đồng Quận King về Giám sát Thực thi Pháp luật, bao gồm làm việc chỉ trích cách xử lý của Cảnh sát trưởng Quận King đối với vụ bắn Tommy Lê vào tháng 6 năm 2017. Lê, một thanh niên người Mỹ gốc Việt bị bắn bởi các sĩ quan ở Burien, những người này về sau đã được xóa bỏ hành vi sai trái mà họ đã làm sau một cuộc điều tra nội bộ của Văn phòng Cảnh sát trưởng. Chuyện này đã kích động sự phẫn nộ trong cộng đồng người Việt. Nguyễn cũng làm tình nguyện viên tại một trại vô gia cư địa phương, Camp Second Chance cùng với con gái của ông.

## Sự nghiệp chính trị

### Bầu cử
Ông tuyên bố ứng cử vào ghế thượng viện cho khu bầu cử 34 vào tháng 5 năm 2018, ngay sau khi người đương nhiệm Sharon Nelson sắp nghỉ hưu vào cuối nhiệm kỳ. Khu bầu cử 34 bao gồm White Center, Tây Seattle, Đảo Vashon và một phần của Burien. Ông nỗ lực nhằm mục đích tăng cường sự đại diện của người da màu trong chính phủ và "để người dân ở đây nhận ra họ có quyền lực, thẩm quyền, thực sự tạo ra những thay đổi tích cực", đồng thời tung ra một loạt podcast để thu hút các ứng cử viên tiềm năng khác. Ông đã đứng đầu cuộc bầu cử sơ bộ với 31% phiếu bầu, vượt qua 10 ứng cử viên khác và tiến tới cuộc tổng tuyển cử cùng với Shannon Braddock, một nhân viên của ban Giám đốc điều hành Dow Constantine của Quận King.
Ông tranh cử với tư cách là đảng viên đảng Dân chủ, đã vận động trên một chương trình hành động tập trung vào khả năng chi trả nhà ở, chăm sóc sức khỏe cho tất cả mọi người, cải thiện phương tiện công cộng, bảo vệ môi trường và cải cách giáo dục. Ông nhận được sự tán thành của nữ dân biểu Pramila Jayapal, một số thành viên hội đồng Seattle và Burien, các công đoàn địa phương nhiều nơi, và tờ The Stranger. Chiến dịch của ông đã từ chối sử dụng tài trợ của các Ủy ban Hành động Chính trị (PAC), vì thế chỉ vận được một nửa số thu nhập của chiến dịch của Braddock. Joe Nguyễn đã thắng trong cuộc tổng tuyển cử vào ngày 6 tháng 11 năm 2018, đánh bại Braddock với 58% phiếu bầu. Ông trở thành một trong hai nhà lập pháp người Mỹ gốc Việt đầu tiên được bầu vào Cơ quan Lập pháp Tiểu bang Washington, cùng với Thái Mỹ Linh từ khu bầu cử 41.

### Thành tựu lập pháp
Vào tháng 3 năm 2020, ông đã tài trợ và thông qua một dự luật cắt giảm việc sử dụng nhận dạng khuôn mặt của chính phủ và yêu cầu các cơ quan chính phủ phải báo cáo việc sử dụng nhận dạng khuôn mặt.
Vào tháng 4 năm 2020, ông đã tài trợ và thông qua dự luật mở rộng quyền tiếp cận với Chương trình Hỗ trợ Tạm thời cho Các Gia đình Nghèo khó của tiểu bang Washington, cho phép các gia đình không có nhà ở thường xuyên được nhận tiền trợ cấp trong hơn 60 ngày theo quy định.

## Đời sống riêng tư
Joe Nguyễn đã kết hôn với Tallie Nguyễn, một nữ  giáo viên giáo dục đặc biệt tại Trường Công lập Highline. Họ có ba người con với nhau và cả gia đình sống ở Tây Seattle.